# کاراجااورن (گوموش‌حاجی‌کوی)
کاراجااورن (به ترکی استانبولی: Karacaören) یک منطقهٔ مسکونی در ترکیه است که در گوموش‌حاجی‌کوی واقع شده‌است.